# Керівник космічних операцій США
Керівник космічних операцій США (англ. Chief of Space Operations, CSO) — найвища офіцерська посада у Космічних силах США і член Об'єднаного комітету начальників штабів. Керівник космічних операцій очолює Космічні сили США і є головним військовим радником секретаря ПС з операцій космічних сил, а як член Об'єднаного комітету начальників штабів — військовий радник Ради національної безпеки, міністра оборони та президента з питань застосування космічних сил держави.
Керівник космічних операцій — це адміністративна посада, штаб-квартира якої розміщена в Пентагоні, і хоча керівник не має повноважень оперативного управління Космічними силами, він здійснює нагляд за формуваннями та організаціями Космічних сил як уповноважена особа секретаря ПС.

## Історія
Посаду керівника космічних операцій було створено 20 грудня 2019 року разом із Космічними силами Сполучених Штатів після підписання Закону про дозвіл на національну оборону на 2020 фінансовий рік. Генерал Джон В. Реймонд, командувач Космічним командуванням ЗС і Космічним командуванням ПС того ж дня був оголошений першим керівником космічних операцій. 14 січня 2020 року віцепрезидент Майк Пенс привів Реймонда як першого керівника космічних операцій до присяги.
20 грудня 2020 року CSO офіційно став 8-м членом Об'єднаного комітету начальників штабів. 11 грудня 2020 року Реймонд був представлений на церемонії входження в нову посаду цього вищого військового органу управління Збройних сил США.

## Командувачі
|   | Прізвище                         | Фото | Початок | Кінець | Інші посади у ЗС США                                                                                      | Секретар ПС                   | Секретар оборони       |
| - | -------------------------------- | ---- | ------- | ------ | --- | ----------------------------- | ---------------------- |
| 1 | генерал Джон Вільям Реймонд, КС  |      | 2019    | 2022   | командувач Космічного командування ЗС (2016—2019) командувач Космічного командування ПС (2016—2019)       | Барбара Барретт Франк Кенделл | Марк Еспер Ллойд Остін |
| 2 | генерал Бредлі Ченс Солтцман, КС |      | 2022    | чинний | Заступник керівника відділу космічних операцій зі стратегії, планів, програм, вимог і аналізу (2020—2022) | Франк Кенделл                 | Ллойд Остін            |